# オーウェンズ・イリノイ
オーウェンズ・イリノイ (Owens-Illinois, Inc.) は、フォーチューン500にリストされているガラス企業で、主要なパッケージ製品のメーカーである。ガラス・土石製品の製造業として世界最大である。